# Schneebergbahn

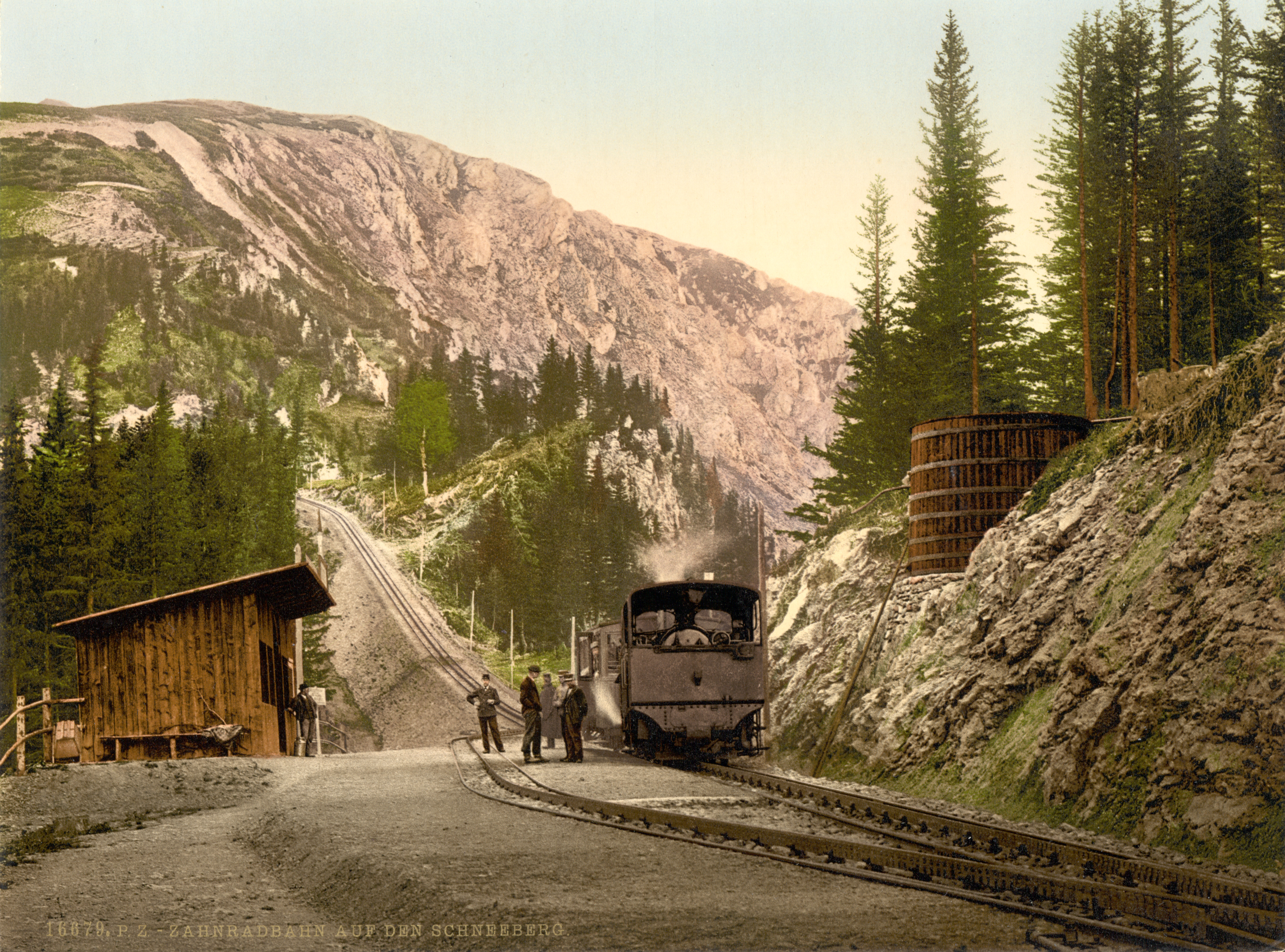
De Schneebergbahn rond 1900

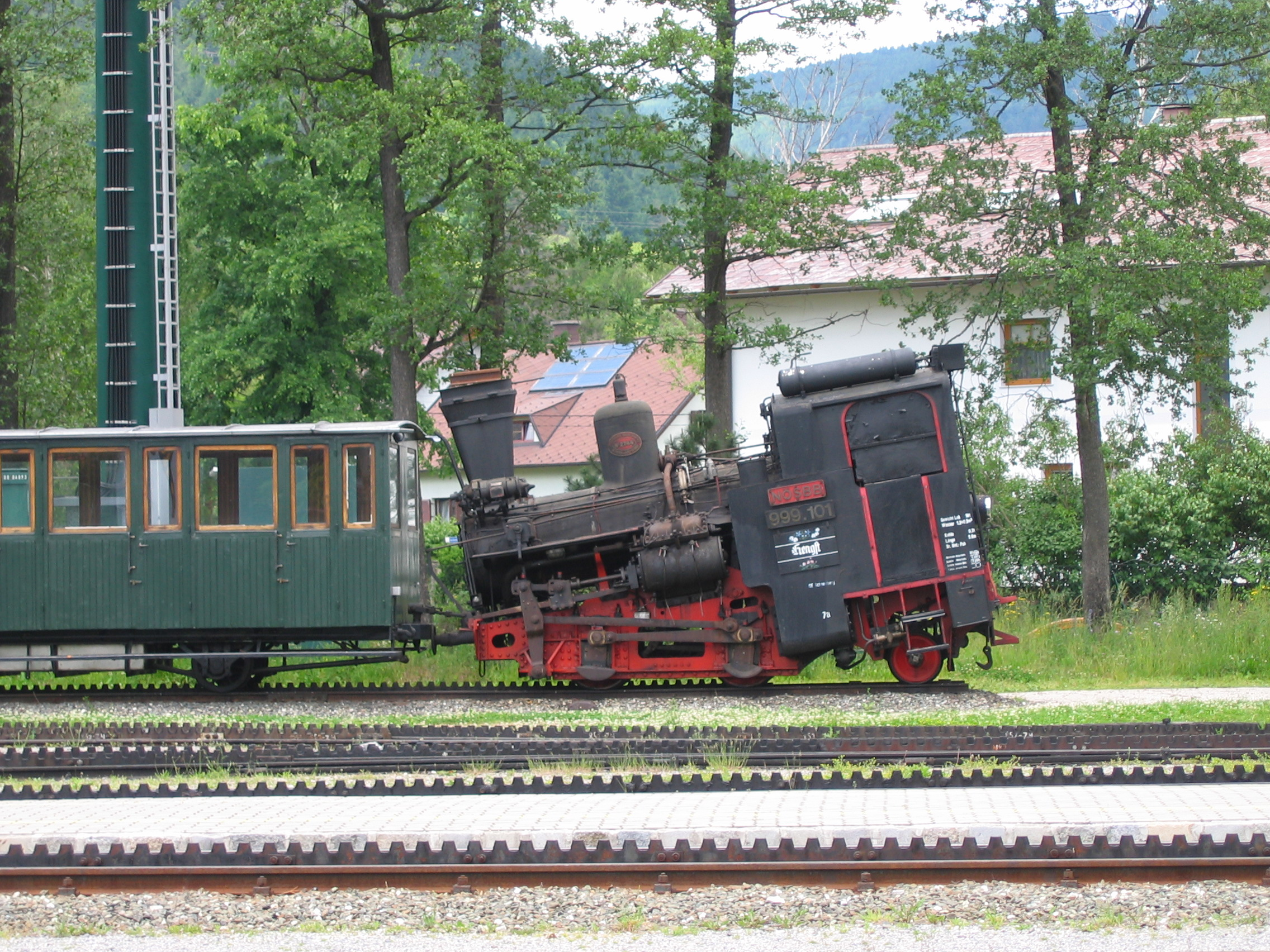
Stoomlocomotief op het station van Puchberg

De Schneebergbahn werd in 1898 in Wiener Neustadt (Oostenrijk) opgericht en is eigenaar van een aantal spoorlijnen in Neder-Oostenrijk. De bekendste hiervan is de tandradspoorlijn van Puchberg am Schneeberg naar de Schneeberg. Andere trajecten zijn Wiener Neustadt - Puchberg am Schneeberg, Fischau - Wöllersdorf en Sollenau - Feuerwerksanstalt. Oorspronkelijk was het aanleggen van de spoorlijnen niet bedoeld om de toeristen in het gebied te vervoeren, maar om ter plaatse gedolven bruinkool af te voeren. 

## Exploitatie
De exploitatie is sinds 1937 in handen van de Österreichische Bundesbahnen. Sinds 1940 is de spoorwegmaatschappij in staatshanden. Eind 1996 werd, speciaal voor de tandradspoorlijn, een nieuwe firma opgericht, de Niederösterreichische Schneebergbahn GmbH. Deze maatschappij berijdt slechts de metersporige tandradbaan, die in 1997 overgenomen werd van het staatsbedrijf. De spoorlijn maakt gebruik van het System Abt en begint waar de normaalsporige lijn uit Wiener Neustadt eindigt.
Op een lijn van amper 10 km overwint de smalspoorbaan een hoogteverschil van 1200 meter. De lijn is niet geëlektrificeerd en werd oorspronkelijk met stoomlocomotieven bereden. Sinds 1999 worden ook moderne dieseltreinen gebruikt voor de exploitatie.